# Timelaea
Timelaea (лат.) — род дневных бабочек из семейства Нимфалиды, распространённый в Азии.

## Описание
Бабочки средних размеров, как правило, с яркой оранжевой окраской крыльев с чёрными, бурыми либо белыми пятнами. Голова с голыми глазами (без волосков), губные щупики покрыты чешуйками. Усики с постепенно утолщающейся булавой. Центральные ячейки передних и задних крыльев не замкнуты. На передних крыльях жилки R1, R2 не ветвятся и берут начало от центральной ячейки. R3, R4, R5 имеют общий ствол, который также начинается от центральной ячейки. Жилки R1 и R2 выходят к костальному (переднему) краю переднего крыла, жилка R3 к вершине, а жилки R4 и R5 к наружному краю.

## Виды
- Timelaea maculata (Bremer & Grey, [1852])
- Timelaea albescens (Oberthür, 1886)
- Timelaea aformis Chou, 1994
- Timelaea radiata Chou & Wang, 1994
- Timelaea nana Leech, 1893

## Биология
Бабочки встречаются в широколиственных лесах. Гусеницы питаются на растения рода Celtis.